# Yutaka Nakamura
Yutaka Nakamura (中村 豊 , Nakamura Yutaka) (nacido el 22 de diciembre de 1967) es un animador, diseñador y cineasta. Es actualmente empleado por Bones.
Sus trabajos incluyen key frame en proyectos como Cowboy Bebop, Space Dandy, Fullmetal Alchemist, One Punch Man, y Eureka Seven. Es conocido por sus secuencias de acción dinámicas y únicas que a menudo hacen gran uso de Impact Frames, y es considerado en los círculos de animación como uno de los más grandes cineastas de acción de su generación. Teniendo la libertad de hacer el guion gráfico de sus propias escenas, mezcla la cinematografía de acción única con animación cronometrada para crear escenas de acción distintivas de sus obras. Es también conocido por sus animaciones muy detalladas de Debris, y su trabajo ha sido discutido en un panel de animación enfocado en animadores japoneses llamado: "Yutaka Nakamura: Gran Maestro de la Animación de Luchas." Uno de sus más notables trabajos de animación incluye la última escena de acción en la película Sword of the Stranger.

## Filmografía
- Neón Genesis Evangelion (1995) (animador clave)
- La Visión de Escaflowne (1996) (animador clave)
- Revolutionary Girl Utena (1997) (animador clave)
- Generator Gawl (1998) (ayudante director de animación mecánica)
- Cowboy Bebop (1998) (animador clave)
- Escaflowne (2000) (animador clave)
- Blood: El Último Vampiro (2000) (animador clave)
- Cowboy Bebop: La Película (2001) (animador clave, diseñador de armas)
- RahXephon (2002) (animador clave)
- Overman King Gainer (2002) (animador clave)
- Animatrix: Una Historia de Detectives (2003) (animador clave, efectos digitales)
- Ghost in the Shell: Stand Alone Complex (2003) (animador clave)
- Wolf's Rain (2003) (animador clave)
- Fullmetal Alchemist (2004) (animador clave, supervisor de animación)
- Fullmetal Alchemist la Película: Conquistador de Shamballa (2005) (animador clave, supervisor de animación de la acción)
- Eureka Seven (2005) (animador clave)
- Gaiking: La Leyenda de Daiku-Maryu (2005) (animador clave)
- Darker than Black (2007) (animador clave)
- Sword of the Stranger (2007) (animador clave, supervisor de animación de la acción)
- Soul Eater (2008) (animador clave)
- Star Driver (2010) (animador clave)
- Towa no Quon (2011) (animador clave)
- Eureka Seven AO (2012) (animador clave)
- Space Dandy (2014) (animador clave)
- Blood Blockade Battlefront (2015) (animador clave)
- Concreto Revolutio (2015) (animador clave)
- One Punch Man  (2015) (animador clave (ep 12, bajo un seudónimo))
- Mob Psycho 100 (2016) (animador clave)
- My Hero Academia (2017) (animador clave)
- Blood Blockade Battlefront & Beyond (2017) (animador clave)